# Krümmung
Krümmung ist ein Begriff aus der Mathematik, der in seiner einfachsten Bedeutung die lokale Abweichung einer Kurve von einer Geraden bezeichnet. Der gleiche Begriff steht auch für das Krümmungsmaß, welches für jeden Punkt der Kurve quantitativ angibt, wie stark diese lokale Abweichung ist.
Aufbauend auf dem Krümmungsbegriff für Kurven lässt sich die Krümmung einer Fläche im dreidimensionalen Raum beschreiben, indem man die Krümmung von Kurven in dieser Fläche untersucht. Ein gewisser Teil der Krümmungsinformation einer Fläche, die gaußsche Krümmung, hängt nur von der inneren Geometrie der Fläche ab, d. h. von der ersten Fundamentalform (bzw. dem metrischen Tensor), die festlegt, wie die Bogenlänge von Kurven berechnet wird.
Dieser intrinsische Krümmungsbegriff lässt sich verallgemeinern auf Mannigfaltigkeiten beliebiger Dimension mit einem metrischen Tensor. Auf solchen Mannigfaltigkeiten ist der Paralleltransport längs Kurven erklärt und die Krümmungsgrößen geben an, wie groß die Richtungsänderung von Vektoren beim Paralleltransport längs geschlossener Kurven nach einem Umlauf ist. Eine Anwendung ist die Allgemeine Relativitätstheorie, welche Gravitation als eine Krümmung der Raumzeit beschreibt. Noch allgemeiner lässt sich dieser Begriff auf Hauptfaserbündel mit Zusammenhang übertragen. Diese finden Anwendung in der Eichtheorie, in welcher die Krümmungsgrößen die Stärke der fundamentalen Wechselwirkungen (z. B. des elektromagnetischen Feldes) beschreiben.

## Krümmung einer Kurve

Krümmung am Kreis:

Kurve und ihr Krümmungskreis im Kurvenpunkt P. Krümmungsradius r, Krümmungsvektor in rot.

Unter der Krümmung einer ebenen Kurve versteht man in der Geometrie die Richtungsänderung beim Durchlaufen der Kurve. Man vergleiche auch mit dem sprachlichen Unterschied zwischen „gerade“ und „krumm“ bzw. „gekrümmt“.
Motivierende Beispiele:
- Gerade: Die Krümmung einer Geraden ist überall gleich null, weil sich ihre Richtung nicht ändert.
- Kreisbogen: Ein Kreis(bogen) mit dem Radius {\displaystyle r} hat überall die gleiche Krümmung, denn seine Richtung ändert sich überall gleich stark. Je kleiner der Radius des Kreises ist, desto größer ist seine Krümmung. Krümmung ist dabei der Kehrwert des Kreisradius. Als Maß für die Krümmung eines Kreises dient die Größe {\displaystyle {\tfrac {1}{r}}={\tfrac {\Delta \varphi }{\Delta s}}}, das Verhältnis von Zentriwinkel und Länge eines Kreisbogens. Der Zentriwinkel ist gleich dem Außenwinkel zwischen den Kreistangenten in den Endpunkten des Kreisbogens.

Um die Krümmung einer beliebigen differenzierbaren Kurve in einem Punkt {\displaystyle P} der Kurve zu definieren, betrachtet man entsprechend ein Kurvenstück der Länge {\displaystyle \Delta s}, das den Punkt {\displaystyle P} enthält. Sei {\displaystyle \Delta \varphi } der Winkel der beiden Tangenten in den Endpunkten des Kurvenstücks. Nun lässt man die Endpunkte des Kurvenstücks auf der Kurve in den Punkt {\displaystyle P} zusammenlaufen und untersucht dabei das Verhalten des Winkels der Endpunkttangenten relativ zur Bogenlänge des Kurvenstücks. Die Krümmung {\displaystyle \kappa } im Punkt {\displaystyle P} wird durch den Grenzwert
{\displaystyle \kappa (P):=\lim _{\Delta s\rightarrow 0}{\frac {\Delta \varphi }{\Delta s}}={\frac {\mathrm {d} \varphi }{\mathrm {d} s}}}
definiert, falls der Grenzwert existiert, falls also die Differenzenquotienten {\displaystyle {\frac {\Delta \varphi }{\Delta s}}} zum Differentialquotient {\displaystyle {\frac {\mathrm {d} \varphi }{\mathrm {d} s}}} konvergieren. 
Ist die Krümmung in einem Punkt ungleich null, dann bezeichnet man den Kehrwert der Krümmung als Krümmungsradius. Das ist der Radius des Krümmungskreises durch diesen Punkt, also des Kreises, der die Kurve in diesem Punkt am besten annähert. Der Mittelpunkt dieses Kreises heißt Krümmungsmittelpunkt. Der Krümmungsmittelpunkt kann konstruiert werden, indem der Krümmungsradius senkrecht zur Tangente der Kurve abgetragen wird, und zwar in jene Richtung, in die sich die Kurve krümmt. Der Vektor vom Kurvenpunkt {\displaystyle P} zur Krümmungsmitte heißt Krümmungsvektor.
Auch der Krümmungskreis kann geometrisch durch einen Grenzprozess erhalten werden: 
Ist wie oben {\displaystyle P} ein Punkt auf der Kurve, in dem der Krümmungskreis bestimmt werden soll, so wird wieder ein Kurvenstück herangezogen, das den Punkt {\displaystyle P} enthält. Das Kurvenstück habe die Endpunkte {\displaystyle P_{0},P_{1}}. Das Dreieck {\displaystyle P,P_{0},P_{1}} besitzt einen Umkreis (die Dreiecksseiten sind Sekanten der Kurve). Lässt man die Punkte {\displaystyle P_{0},P_{1}} auf der Kurve gegen {\displaystyle P} laufen, so ergibt sich der Krümmungskreis im Fall der Konvergenz als Grenzkreis der Umkreise und die Krümmungsmitte als Grenzpunkt der Umkreismitten. Die Umkreise zu je drei verschiedenen Kurvenpunkten können auch bei nicht-differenzierbaren Kurven gebildet werden, wobei dann aber im Allgemeinen keine Konvergenz der Umkreise oder der Umkreimitten erwartet werden kann.
Ist die Kurve als Graph einer Funktion {\displaystyle f\colon \mathbb {R} \to \mathbb {R} ,\,y=f(x)} gegeben, dann gilt für den Anstiegswinkel {\displaystyle \varphi } der Kurve
{\displaystyle {\tfrac {\mathrm {d} y}{\mathrm {d} x}}=\tan \varphi }, also mit der Kettenregel
{\displaystyle {\frac {\mathrm {d} ^{2}y}{\mathrm {d} x^{2}}}=(1+\tan ^{2}\varphi ){\frac {\mathrm {d} \varphi }{\mathrm {d} x}}=\left(1+\left({\frac {\mathrm {d} y}{\mathrm {d} x}}\right)^{2}\right){\frac {\mathrm {d} \varphi }{\mathrm {d} x}}}.
Für die Bogenlänge {\displaystyle s} gilt
{\displaystyle \mathrm {d} s^{2}=\mathrm {d} x^{2}+\mathrm {d} y^{2}\quad } bzw. {\displaystyle \quad {\frac {\mathrm {d} s}{\mathrm {d} x}}={\sqrt {1+\left({\frac {\mathrm {d} y}{\mathrm {d} x}}\right)^{2}}}} .
Damit erhält man für die Krümmung
{\displaystyle \kappa ={\frac {\mathrm {d} \varphi }{\mathrm {d} s}}={\frac {\frac {\mathrm {d} \varphi }{\mathrm {d} x}}{\frac {\mathrm {d} s}{\mathrm {d} x}}}={\frac {\frac {\mathrm {d} ^{2}y}{\mathrm {d} x^{2}}}{\left(1+\left({\frac {\mathrm {d} y}{\mathrm {d} x}}\right)^{2}\right)^{\frac {3}{2}}}}.}
Hierbei kann die Krümmung positiv oder negativ sein, abhängig davon, ob der Anstiegswinkel {\displaystyle \varphi } der Kurve bei zunehmender Abszisse {\displaystyle x} wachsend oder fallend ist, d. h. ob die Funktion konvex oder konkav ist.

### Definitionen
{\displaystyle {\vec {r}}(s)\in \mathbb {R} ^{p}} sei der Ortsvektor eines Punktes auf der Kurve als Funktion der Bogenlänge {\displaystyle s}. Die Krümmung {\displaystyle {\kappa \,}} der Kurve ist dann definiert als
{\displaystyle \kappa =\left|{\frac {\mathrm {d} ^{2}{\vec {r}}}{\mathrm {d} s^{2}}}\right|.}
Die Krümmung ist also durch den Betrag der Ableitung des Einheitstangentenvektors {\displaystyle {\vec {t}}={\frac {\mathrm {d} {\vec {r}}}{\mathrm {d} s}}} nach der Bogenlänge gegeben und gibt damit an, wie schnell sich beim Durchlaufen der Kurve die Tangentenrichtung in Abhängigkeit von der Bogenlänge ändert. Die Krümmung in einem Punkt der Kurve ist unabhängig von der gewählten Parametrisierung nach der Bogenlänge.
Für ebene Kurven kann man die Krümmung mit Vorzeichen bezüglich einer Orientierung des Normalenbündels der Kurve definieren. Eine solche Orientierung ist gegeben durch ein stetiges Einheitsnormalenvektorfeld {\displaystyle {\vec {N}}} längs der Kurve. Es existiert stets, da jede ebene Kurve orientierbar ist. Ist die Krümmung ungleich null, dann ist die Krümmung mit Vorzeichen durch das Skalarprodukt
{\displaystyle \kappa ={\vec {N}}\cdot {\frac {\mathrm {d} {\vec {t}}}{\mathrm {d} s}}}
definiert. Die Krümmung ist also positiv, wenn sie sich in Richtung von {\displaystyle {\vec {N}}} krümmt (d. h. wenn {\displaystyle {\vec {N}}} gleich dem Hauptnormaleneinheitsvektor {\displaystyle {\vec {n}}={\frac {{\vec {t}}\,'}{|{\vec {t}}\,'|}}} mit {\displaystyle {\vec {t}}\,':={\frac {\mathrm {d} {\vec {t}}}{\mathrm {d} s}}} ist) und negativ, wenn sie sich in die entgegengesetzte Richtung krümmt (d. h. wenn {\displaystyle {\vec {N}}=-{\vec {n}}} gilt). Die Definition ist wieder unabhängig von der Parametrisierung nach der Bogenlänge, aber das Vorzeichen ist abhängig von der Wahl von {\displaystyle {\vec {N}}} längs der Kurve. Der Betrag {\displaystyle |\kappa |} liefert die oben gegebene Definition der Krümmung ohne Vorzeichen.
Einer regulär parametrisierten Kurve in der Ebene lässt sich über die Durchlaufrichtung eine Orientierung zuordnen. Ist zusätzlich eine Orientierung der Ebene vorgegeben, so wird dadurch eine Orientierung auf dem Normalenbündel induziert. Dazu sei {\displaystyle {\vec {N}}(s)} der Einheitsnormalenvektor, so dass die geordnete Basis {\displaystyle ({\vec {t}}(s),{\vec {N}}(s))} positiv orientiert ist. Damit wird das Vorzeichen der Krümmung einer parametrisierten Kurve abhängig von der Orientierung der Ebene und dem Durchlaufsinn der parametrisierten Kurve. In einer Linkskurve ist {\displaystyle \kappa } positiv und in einer Rechtskurve negativ.
Einer Kurve {\displaystyle C=f^{-1}(\{0\})}, die als Nullstellenmenge einer Funktion {\displaystyle f\colon \mathbb {R} ^{2}\to \mathbb {R} } mit regulärem Wert {\displaystyle 0\in \mathbb {R} } gegeben ist, kann die Krümmung mit Vorzeichen bezüglich des auf die Kurve eingeschränkten normierten Gradientenfeldes {\displaystyle {\vec {N}}=\left.{\frac {\nabla f}{|\nabla f|}}\right|_{C}} zugeordnet werden.

### Eigenschaften
Der Krümmungskreis ist der eindeutig bestimmte Kreis, dessen Kontaktordnung mit der Kurve im Berührungspunkt {\displaystyle \geq 2} ist. Die Krümmung in einem Punkt ist genau dann gleich null, wenn dort die Kontaktordnung mit der Tangente {\displaystyle \geq 2} ist. Die Evolute einer Kurve ist die Ortskurve ihrer Krümmungsmittelpunkte. Man erhält einen Krümmungsmittelpunkt als den Grenzwert von Schnittpunkten zweier Normalen, die sich einander annähern. Nach Cauchy kann damit die Krümmung einer ebenen Kurve definiert werden.
Die Krümmung einer Raumkurve ist wie die Windung eine bewegungsinvariante Größe, die den lokalen Verlauf einer Kurve beschreibt. Beide Größen kommen als Koeffizienten in den frenetschen Formeln vor.
Ist {\displaystyle \kappa } die Krümmung mit Vorzeichen für eine nach der Bogenlänge parametrisierte Kurve in der orientierten Ebene, dann gelten die folgenden Ableitungsgleichungen:
{\displaystyle {\begin{aligned}{\frac {\mathrm {d} {\vec {t}}}{\mathrm {d} s}}&=\kappa {\vec {N}}\\{\frac {\mathrm {d} {\vec {N}}}{\mathrm {d} s}}&=-\kappa {\vec {t}}\end{aligned}}}
Jede der beiden Gleichungen ist äquivalent zur Definition der Krümmung mit Vorzeichen für parametrisierte Kurven. In kartesischen Koordinaten bedeuten die Gleichungen, dass {\displaystyle {\vec {t}}} und {\displaystyle {\vec {N}}} ein Fundamentalsystem von Lösungen für die lineare gewöhnliche Differentialgleichung
{\displaystyle {\vec {x}}'(s)=\kappa (s){\begin{pmatrix}0&-1\\1&0\end{pmatrix}}\cdot {\vec {x}}(s)}
bilden, deren Lösung durch
{\displaystyle {\vec {x}}(s)={\begin{pmatrix}\cos \varphi (s)&-\sin \varphi (s)\\\sin \varphi (s)&\cos \varphi (s)\end{pmatrix}}\cdot {\vec {x}}(s_{0})}
mit
{\displaystyle \varphi (s)=\int _{s_{0}}^{s}\kappa ({\bar {s}})d{\bar {s}}}
gegeben ist. Aus der Abbildung {\displaystyle s\mapsto {\vec {t}}(s)} wiederum erhält man durch Integration die Parametrisierung {\displaystyle s\mapsto {\vec {r}}(s)} der Kurve nach der Bogenlänge. Die Vorgabe eines Startpunktes {\displaystyle {\vec {r}}(s_{0})}, einer Startrichtung {\displaystyle {\vec {t}}(s_{0})} und der Krümmung {\displaystyle s\mapsto {\vec {\kappa }}(s)} als Funktion der Bogenlänge bestimmt also die Kurve eindeutig. Da {\displaystyle {\vec {t}}(s)} durch eine Drehung von {\displaystyle {\vec {t}}(s_{0})} um den Winkel {\displaystyle \varphi (s)} gegeben ist, folgt weiterhin, dass sich zwei Kurven mit derselben Krümmungsfunktion nur durch eine eigentliche Bewegung in der Ebene unterscheiden. Außerdem folgt aus diesen Betrachtungen, dass die Krümmung mit Vorzeichen durch
{\displaystyle \kappa ={\frac {\mathrm {d} \varphi }{\mathrm {d} s}}}
gegeben ist, wobei {\displaystyle \varphi \in \mathbb {R} } der Winkel des Tangentenvektors zu einer festen Richtung ist und wachsend im positiven Drehsinn gemessen wird.
Schränkt man die Parametrisierung einer ebenen Kurve in der Umgebung eines Kurvenpunktes {\displaystyle p} so ein, dass sie injektiv ist, dann kann man jedem Kurvenpunkt {\displaystyle q={\vec {r}}(s)} eindeutig den Normalenvektor {\displaystyle {\vec {N}}(s)} zuordnen. Diese Zuordnung kann man als Abbildung von der Kurve in den Einheitskreis auffassen, indem man den Normalenvektor an den Ursprung des Koordinatensystems anheftet. Zu einem Kurvenstück der Länge {\displaystyle \Delta s}, das den Punkt {\displaystyle p} enthält, gehört dann ein Kurvenstück auf dem Einheitskreis der Länge {\displaystyle \Delta {\tilde {s}}}. Für die Krümmung im Punkt {\displaystyle p} gilt dann
{\displaystyle \kappa =\lim _{\Delta s\rightarrow 0}{\frac {\Delta {\tilde {s}}}{\Delta s}}.}
Diese Idee kann auf Flächen im Raum übertragen werden, indem man ein Einheitsnormalenvektorfeld auf der Fläche als Abbildung in die Einheitskugel auffasst. Diese Abbildung bezeichnet man als Gauß-Abbildung. Betrachtet man das Verhältnis von Flächeninhalten anstelle der Bogenlängen und versieht dabei das Flächenstück in der Einheitskugel mit einem Vorzeichen, abhängig davon, ob die Gauß-Abbildung den Umlaufsinn der Randkurve bewahrt oder umkehrt, dann liefert das die ursprüngliche Definition der gaußschen Krümmung durch Gauß. Allerdings ist die gaußsche Krümmung eine Größe der intrinsischen Geometrie, während eine Kurve keine intrinsische Krümmung besitzt, denn jede Parametrisierung nach der Bogenlänge ist eine lokale Isometrie zwischen einer Teilmenge der reellen Zahlen und der Kurve.
Betrachtet man eine normale Variation {\displaystyle {\vec {r}}_{\varepsilon }(t):={\vec {r}}(t)+\varepsilon {\vec {N}}(t)}, {\displaystyle \varepsilon \in \mathbb {R} }, einer parametrisierten ebenen Kurve auf einem Parameterintervall {\displaystyle \Delta t} und bezeichnet mit {\displaystyle \Delta s_{\varepsilon }} die Bogenlänge des variierten Kurvenstücks, dann gilt für die Krümmung mit Vorzeichen bezüglich {\displaystyle {\vec {N}}}:
{\displaystyle \kappa =-\lim _{\Delta t\rightarrow 0}{\frac {1}{\Delta s_{0}}}\left.{\frac {\mathrm {d} \Delta s_{\varepsilon }}{\mathrm {d} \varepsilon }}\right|_{\varepsilon =0}.}
Die Krümmung in einem Punkt gibt also an, wie schnell sich die Bogenlänge eines infinitesimalen Kurvenstückes in diesem Punkt bei einer normalen Variation ändert. Auf Flächen im Raum übertragen führt dies auf den Begriff der mittleren Krümmung. Der entsprechende Grenzwert mit Flächeninhalten anstelle von Kurvenlängen liefert dann die zweifache mittlere Krümmung.
Diese Charakterisierung der Krümmung einer ebenen Kurve gilt auch dann, wenn man allgemeiner die Variation {\displaystyle {\vec {r}}_{\varepsilon }(t):={\vec {\varphi }}({\vec {r}}(t),\varepsilon )} durch den lokalen Fluss {\displaystyle {\vec {\varphi }}} eines Vektorfeldes {\displaystyle {\vec {V}}} (d. h. {\displaystyle {\tfrac {\partial }{\partial \varepsilon }}{\vec {\varphi }}({\vec {r}},\varepsilon )={\vec {V}}({\vec {\varphi }}({\vec {r}},\varepsilon ))}) mit {\displaystyle {\vec {V}}({\vec {r}}(t))={\vec {N}}(t)} betrachtet. Man erhält
{\displaystyle \kappa =-{\vec {t}}^{T}\cdot J_{\vec {V}}\cdot {\vec {t}}=-\nabla \cdot {\vec {V}}+{\vec {N}}^{T}\cdot J_{\vec {V}}\cdot {\vec {N}},}
mit der Jacobi-Matrix {\displaystyle J_{\vec {V}}} und der Divergenz {\displaystyle \nabla \cdot {\vec {V}}} des Vektorfeldes. Als Anwendung erhält man die folgende Formel für die Krümmung mit Vorzeichen bezüglich des normierten Gradientenfeldes {\displaystyle {\vec {V}}={\frac {\nabla f}{|\nabla f|}}} längs einer Kurve, die als Nullstellenmenge {\displaystyle f^{-1}(0)} einer Funktion {\displaystyle f\colon \mathbb {R} ^{2}\to \mathbb {R} } gegeben ist (der Beitrag zweiter Ordnung in Richtung {\displaystyle {\vec {N}}} verschwindet):
{\displaystyle \kappa =-\nabla \cdot {\vec {V}}=-\nabla \cdot {\frac {\nabla f}{|\nabla f|}}=-{\vec {N}}^{T}\cdot ({\tilde {H}}_{f}-\operatorname {sp} ({\tilde {H}}_{f})E)\cdot {\vec {N}},}
wobei {\displaystyle {\tilde {H}}_{f}:=-{\tfrac {H_{f}}{|\nabla f|}}} mit der Hesse-Matrix {\displaystyle H_{f}}, {\displaystyle \operatorname {sp} ({\tilde {H}}_{f})} die Spur und {\displaystyle E} die Einheitsmatrix ist. Für Abbildungen {\displaystyle f\colon \mathbb {R} ^{3}\to \mathbb {R} } liefert diese Formel die zweifache mittlere Krümmung von Flächen als Nullstellenmengen im Raum und wird als Formel von Bonnet bezeichnet. Ausgeschrieben und in eine andere Form gebracht lautet die Formel im Fall ebener Kurven:
{\displaystyle \kappa =-{\frac {f_{y}^{2}f_{xx}-2f_{x}f_{y}f_{xy}+f_{x}^{2}f_{yy}}{(f_{x}^{2}+f_{y}^{2})^{3/2}}}={\vec {N}}^{T}\cdot \operatorname {adj} ({\tilde {H}}_{f})\cdot {\vec {N}}.}
Dabei bezeichnet z. B. {\displaystyle f_{x}} die partielle Ableitung von {\displaystyle f} nach dem ersten Argument und {\displaystyle \operatorname {adj} ({\tilde {H}}_{f})} die Adjunkte von {\displaystyle {\tilde {H}}_{f}}. Für Abbildungen {\displaystyle f\colon \mathbb {R} ^{3}\to \mathbb {R} } liefert der zweite Ausdruck die Gaußsche Krümmung für Flächen als Nullstellenmengen im Raum.

### Berechnung der Krümmung für parametrisierte Kurven
Die oben gegebene Definition setzt eine Parametrisierung der Kurve nach der Bogenlänge voraus. Durch Umparametrisierung erhält man daraus eine Formel für beliebige reguläre Parametrisierungen {\displaystyle t\mapsto {\vec {r}}(t)\in \mathbb {R} ^{p}}. Fasst man die ersten beiden Ableitungen von {\displaystyle {\vec {r}}} als Spalten einer Matrix {\displaystyle A(t)=({\vec {r}}'(t),{\vec {r}}''(t))} zusammen, dann lautet die Formel
{\displaystyle \kappa ={\frac {\sqrt {\det(A^{T}\cdot A)}}{|{\vec {r}}'|^{3}}}}.
Für ebene Kurven ist {\displaystyle A(t)} eine quadratische Matrix und die Formel vereinfacht sich mit Hilfe der Produktregel für Determinanten zu
{\displaystyle \kappa ={\frac {|\det A|}{|{\vec {r}}'|^{3}}}}.
Ist die Ebene durch den {\displaystyle \mathbb {R} ^{2}} mit der Standardorientierung gegeben, dann erhält man die Formel für die Krümmung mit Vorzeichen durch Weglassen der Betragsstriche im Zähler.

#### Ebene Kurven
Ist die Parametrisierung durch die Komponentenfunktionen {\displaystyle x} und {\displaystyle y} gegeben, dann liefert die Formel für die Krümmung mit Vorzeichen im Punkt {\displaystyle {\vec {r}}(t)=(x(t),y(t))} den Ausdruck
{\displaystyle \kappa (t)={\frac {{\dot {x}}(t){\ddot {y}}(t)-{\ddot {x}}(t){\dot {y}}(t)}{{\big (}{\dot {x}}(t)^{2}+{\dot {y}}(t)^{2}{\big )}^{3/2}}}}.
(Die Punkte bezeichnen dabei Ableitungen nach {\displaystyle t}.)
Das liefert die folgenden Spezialfälle:
Fall 1Die Kurve ist der Graph einer Funktion {\displaystyle f}. Die Krümmung im Punkt {\displaystyle {\vec {r}}(x)=\left(x,f(x)\right)} ergibt sich aus
{\displaystyle \kappa (x)={\frac {f''(x)}{\left(1+f'(x)^{2}\right)^{3/2}}}}.
Fall 2Die Kurve ist in Polarkoordinaten gegeben, also durch eine Gleichung {\displaystyle r=f(\varphi )}. In diesem Fall erhält man für die Krümmung im Punkt {\displaystyle {\vec {r}}(\varphi )=f(\varphi )\cdot (\cos \varphi ,\sin \varphi )} die Formel
{\displaystyle \kappa (\varphi )={\frac {(f(\varphi ))^{2}+2(f'(\varphi ))^{2}-f(\varphi )f''(\varphi )}{\left[(f(\varphi ))^{2}+(f'(\varphi ))^{2}\right]^{3/2}}}}.

#### Raumkurven
Für Kurven im dreidimensionalen Raum {\displaystyle \mathbb {R} ^{3}} kann man die allgemeine Formel mit Hilfe des Kreuzproduktes folgendermaßen ausdrücken:
{\displaystyle \kappa (t)={\frac {|{\vec {r}}\,'(t)\times {\vec {r}}\,''(t)|}{|{\vec {r}}\,'(t)|^{3}}}}

## Krümmung einer Fläche
Einer gewölbten regulären Fläche merkt man ihre Krümmung an einer nach außen quadratisch zunehmenden Abweichung der Fläche von ihrer Tangentialebene an. Eine verstärkte Krümmung macht sich dann als stärkere Abweichung von der Ebene bemerkbar.
In der Differentialgeometrie betrachtet man an jedem Punkt {\displaystyle p} die Krümmungsradien der Schnittkurven mit den in {\displaystyle p} errichteten Normalebenen (d. h. die Fläche senkrecht schneidenden Ebenen). Dabei wird den Krümmungsradien und Krümmungen das Vorzeichen bezüglich eines Einheitsnormalenvektorfeldes auf der Fläche, eingeschränkt auf die ebene Schnittkurve, zugeordnet. Unter diesen Krümmungsradien gibt es einen maximalen ({\displaystyle R_{1}}) und einen minimalen ({\displaystyle R_{2}}). Die Kehrwerte {\displaystyle k_{1}={\tfrac {1}{R_{1}}}} und {\displaystyle k_{2}={\tfrac {1}{R_{2}}}} werden als Hauptkrümmungen bezeichnet. Die entsprechenden Krümmungsrichtungen stehen senkrecht aufeinander.
Die gaußsche Krümmung {\displaystyle K} und die mittlere Krümmung {\displaystyle H} einer regulären Fläche in einem Punkt {\displaystyle p}  berechnen sich wie folgt:
{\displaystyle K={\frac {1}{R_{1}}}\cdot {\frac {1}{R_{2}}}=k_{1}\cdot k_{2}}
{\displaystyle H={\frac {1}{2}}\left({\frac {1}{R_{1}}}+{\frac {1}{R_{2}}}\right)={\frac {1}{2}}(k_{1}+k_{2})}
Die Gesamtkrümmung oder auch totale Krümmung einer Fläche ist das Integral der gaußschen Krümmung über diese Fläche:
{\displaystyle C=\int K\,\mathrm {d} A=\int k_{1}k_{2}\,\mathrm {d} A}

## Krümmung in der riemannschen Geometrie
Da riemannsche Mannigfaltigkeiten im Allgemeinen in keinen Raum eingebettet sind, wird in diesem Teilgebiet der Differentialgeometrie eine Krümmungsgröße gebraucht, die unabhängig von einem umgebenden Raum ist. Dazu wurde der riemannsche Krümmungstensor eingeführt. Dieser misst, inwieweit die lokale Geometrie der Mannigfaltigkeit von den Gesetzen der euklidischen Geometrie abweicht. Aus dem Krümmungstensor werden weitere Krümmungsgrößen abgeleitet. Die wichtigste Krümmung der riemannschen Geometrie ist die Schnittkrümmung. Diese abgeleitete Größe enthält alle Informationen, die auch im riemannschen Krümmungstensor enthalten sind. Andere einfachere abgeleitete Größen sind die Ricci-Krümmung und die Skalarkrümmung.
Eine Krümmung auf einer riemannschen Mannigfaltigkeit zeigt sich beispielsweise, wenn man das Verhältnis zwischen Kreisumfang und Radius innerhalb der Mannigfaltigkeit ermittelt und zu dem Wert {\displaystyle 2\pi }, den man in einem euklidischen Raum erhält, in Verhältnis setzt.

## Anwendung in der Relativitätstheorie
In der allgemeinen Relativitätstheorie wird die Gravitation durch eine Krümmung der Raum-Zeit beschrieben, die von den Massen der Himmelskörper verursacht wird. Körper und Lichtstrahlen bewegen sich auf den durch diese Krümmung bestimmten geodätischen Bahnen. Diese Bahnen erwecken den Anschein, dass eine Kraft auf die entsprechenden Körper ausgeübt werde.